# Судьбинка
Судьбинка (укр. Судьбинка) — село, относится к Троицкому району Луганской области Украины.
Население по переписи 2001 года составляло 20 человек. Почтовый индекс — 92121. Телефонный код — 6456. Занимает площадь 1,3 км². Код КОАТУУ — 4425481507.

## Местный совет
92121, Луганська обл., Троїцький р-н, с. Воєводське, вул. Шевченка, 3а  (укр.)